# Basilica di Santa Croce (Torre del Greco)
La basilica di Santa Croce è il principale luogo di culto cattolico di Torre del Greco, in città metropolitana e arcidiocesi di Napoli.
Costruita agli inizi del XVI secolo, rappresenta il cuore religioso della città e custodisce le spoglie mortali di San Vincenzo Romano, parroco di Santa Croce dal 1795 al 1831, cui si deve l'attuale forma dell'imponente struttura ricostruita, dopo la quasi totale distruzione della città, a seguito dell'eruzione del Vesuvio del 15 giugno 1794. Intorno alla chiesa, e alla grande piazza antistante, si sviluppa il centro storico cittadino.

## Storia
Fu costruita per sostituire l'antica chiesa madre della città, di origini medievali, dedicata a Santa Maria Maggiore e detta Santa Maria dell'Ospedale per via di un piccolo ospizio per malati e pellegrini adiacente all'antica chiesa. I fondi per la costruzione di Santa Croce, stando a un'antica leggenda, furono ottenuti tramite donazioni lasciate dai cittadini in barili ai piedi di una croce, da qui deriverebbe il titolo della nuova chiesa.
Fu dichiarata Regia Estaurita e di patronato dell'antica Università di Torre del Greco con la bolla di papa Leone X del 1517. La sua gestione era affidata a cinque governatori laici, nominati in pubblico parlamento cittadino. I governatori sopraintendevano a tutte le necessità della chiesa: amministravano le rendite, provvedevano alle spese per il culto, le feste e le solennità, pagavano il cappellano, gli inservienti, pianificavano lavori di restauro, decorazione e abbellimento. In seguito alle disposizioni del concilio di Trento (1545-1563) diventò parrocchia. La nomina del parroco era riservata al vescovo, ma su proposta dei governatori.
Fu sede, assieme alle chiese dei casali di Afragola e Calvizzano, di uno degli antichi arcipresbiterati, detti anche Terzieri, in cui risultava diviso, fin dal Medioevo, il vastissimo territorio della diocesi napoletana. Capo dell'arcipresbiterato era l'arciprete, rappresentante del vescovo sul territorio. Sotto la sua giurisdizione cadevano dodici casali vesuviani distribuiti da Ottaviano a Pollena. La cura delle anime era affidata al Collegio dei Cappellani, composto da dodici presbiteri, guidati dall'arciprete, e distribuiti uno per ogni casale del Terziero.

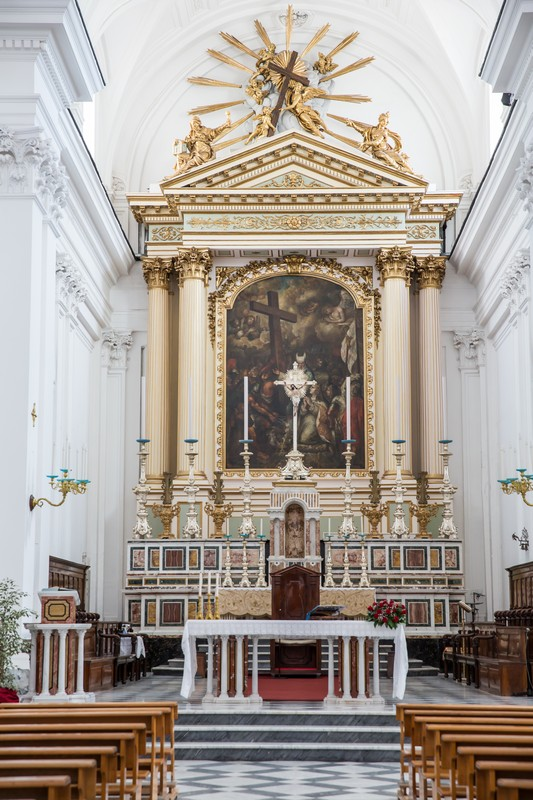
Altare maggiore

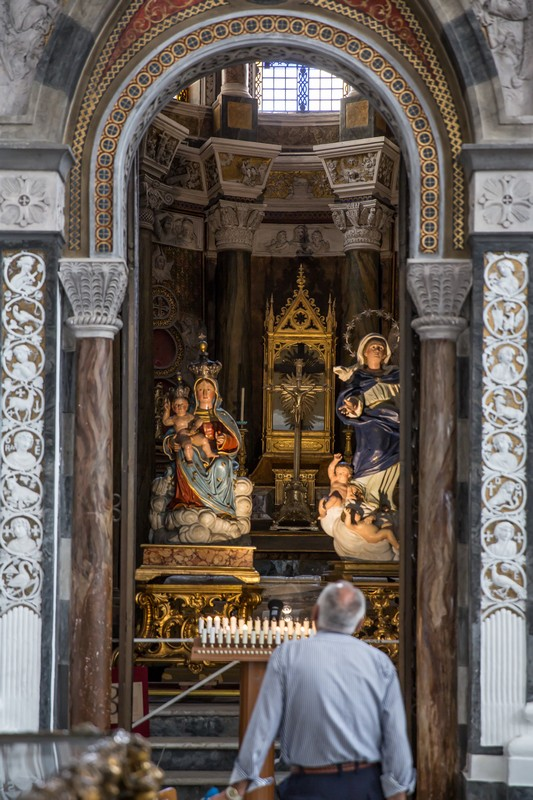
Cappella della Sacra Croce

A partire dal 1596 si avviò la costruzione dell'attiguo campanile, costruito al posto di una cappella, abbattuta, dedicata a santa Maria del Presepe di proprietà della famiglia Sportiello. La costruzione del campanile procedette molto lentamente e, a fasi alterne, fu terminata solo intorno al 1740 con l'edificazione di tutti e tre i piani.
Tra il Seicento e il Settecento la chiesa fu interessata da importanti opere d'abbellimento e decorazione che trasformarono la struttura in una delle chiese più belle e raffinate dell'intera area vesuviana. In essa si potevano ammirare opere di Cosimo Fanzago, che secondo le cronache realizzò l'altare maggiore e gli stucchi del presbiterio. Lorenzo Vaccaro, invece, fu l'autore di alcune sculture e degli stucchi per il nuovo altare di San Gennaro realizzato tra il 1689 e il 1690. Vaccaro fu sepolto nella stessa Santa Croce a seguito del suo omicidio, avvenuto a Torre del Greco in contrada Carbolillo nel 1710 per futili motivi legati a questioni di confine delle sue proprietà. Arricchivano la chiesa dipinti di Luca Giordano, Francesco Solimena, Paolo De Matteis, Francesco De Mura e Nicola Maria Rossi, autore del grande affresco della cupola con il Trionfo della Croce completato nel 1731. Prezioso era l'apparato decorativo marmoreo, recentemente documentato alla bottega dei Raguzzino, Giovanni Camillo e il figlio Giovanni, autori del prezioso altare di San Gennaro del 1690. Dal 1737, invece, sono documentati in Santa Croce i marmorari Giuseppe Bastelli e Antonio Pandolfo guidati da Domenico Antonio Vaccaro autori, dell'intero pavimento della chiesa e di altre importanti incrostazioni marmoree per altari, cappelle e sacrestia. L'organo monumentale era stato eseguito nel 1761, dalla bottega degli organari napoletani Cimmino, su disegno di Nicola Tagliacozzi Canale.
Il 15 giugno 1794 l'eruzione del Vesuvio distrusse buona parte della città; il flusso lavico, che arrivò fino al mare, fece crollare la chiesa e inglobò parzialmente il campanile, seppellendone il primo ordine. San Vincenzo Romano, allora viceparroco ed economo della chiesa, ne promosse la ricostruzione. La riedificazione del tempio fu avviata nel 1795 e terminata con la consacrazione della nuova struttura nel 1827. La tradizione narra che l'edificazione del nuovo tempio fu accompagnata da avvenimenti miracolosi: tra questi ci sarebbe stato l'arrivo di una misteriosa nave proveniente dalla Libia carica di legname offerto gratuitamente per la costruzione delle capriate del tetto. Il nuovo edificio fu progettato dall'architetto Ignazio di Nardo in stile neoclassico. Di Nardo fu anche l'autore del piano urbanistico per la nuova città, progettista del quartiere mare, costruito ex novo sulla lava vesuviana che era giunta fino al mare, e di diversi altri edifici religiosi cittadini.
Nella nuova chiesa fu istituita, nel 1796, l'insigne collegiata di Santa Croce approvata dal Regio decreto di Ferdinando IV di Borbone grazie ad un capitale di 9000 ducati offerto al clero torrese dal cardinale Giuseppe Maria Capece Zurlo. La collegiata era formata da dodici canonici, dodici ebdomadari, un preposito curato, un rettore e un sacrestano, tutti rigorosamente nativi di Torre del Greco, ai quali spettava la gestione e la cura delle sacre celebrazioni. Lo stesso cardinale nel 1795 donò alla nuova chiesa una reliquia della Santa Croce in sostituzione di quella antica andata persa con la distruzione della chiesa.
La chiesa venne visitata da papa Pio IX nel 1849 e da papa Giovanni Paolo II nel 1990. Nel 1958 fu elevata al rango di basilica minore.

## Descrizione e architettura
Il corpo della Basilica, preceduto da un'ampia scalinata, presenta una maestosa facciata, divisa in due ordini: nell'inferiore sono presenti sei colonne sormontate da capitelli di ordine corinzio; in due nicchie sono racchiuse le statue in stucco di Sant'Elena e San Gennaro eseguite nel 1858 da B. Calì; l'ordine superiore, alleggerito da un ampio finestrone, termina con un timpano.
L'interno, interamente in stucco bianco, è a croce latina con tre navate impostate su cinque campate. La navata centrale è coperta con volta a botte. Sulla crociera, dall'ampio transetto, è impostata la cupola cassettonata ricostruita dopo il crollo di quella più antica.
Sull'altare maggiore è posta una tela di R. Ciappa, datata 1825, rappresentante il ritrovamento della croce. La pala è collocata in una maestosa struttura in legno e stucco, in parte dorata, dai ricordi ancora rococò arricchita, nella sommità, da una gloria di angeli sorreggenti la croce. Ai lati del presbiterio sono ancora visibili gli stalli lignei dove sedevano i membri dell'antica Collegiata di Santa Croce. Sotto l'altare maggiore è posta l'urne abronzea, realizzata su disegno del Prof. Antonio Mennella, contenente le spoglie di San Vincenzo Romano, parroco e preposito curato della chiesa, morto nel 1831 e canonizzato il 14 ottobre del 2018. 
Nella prima campata della navata sinistra troviamo il monumentale fonte battesimale realizzato nel 1883 su direzione di G. d'Amato. Il bacile lustrale, in breccia del Monte Gargano, fu donato da Ferdinando IV ai torresi prelevandolo dalle collezioni reali napoletane del Regi Studi. Le successive cinque cappelle laterali, sono dedicate a:
- San Francesco di Paola;
- San Giuseppe

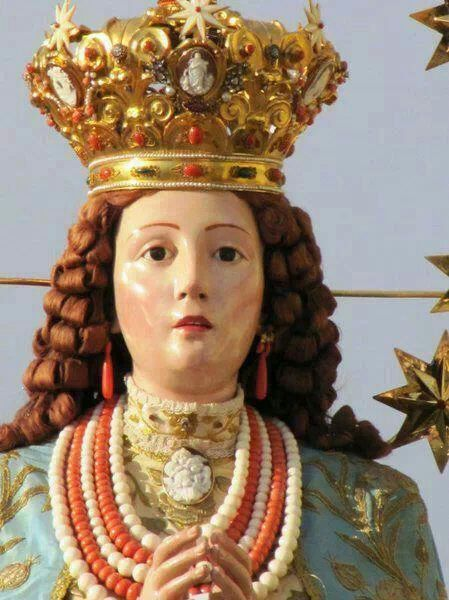
Immacolata di Torre del Greco

- San Francesco di Sales, contenente le reliquie di mons. Felice Romano, nipote e successore di San Vincenzo Romano, poi vescovo di Ischia;
- Maria Santissima del Rosario con il bel dipinto, di scuola napoletana, databile alla fine del XVIII secolo.

Partendo dall'ingresso le cappelle della navata sinistra sono dedicate, invece, a:
- Madre Teresa di Calcutta. Da questa cappella si accedeva alle grotte sottostanti la chiesa in cui avvenivano le sepolture;
- L'Addolorata, sulle cui pareti laterali sono incisi i nomi di tutti gli abitanti di Torre del Greco vittime della Seconda guerra mondiale;
- San Stanislao
- La Sacra Famiglia

Nel transetto, ampio e luminoso, sono collocati gli altari maggiori dedicati al Sacro Cuore e a San Gennaro, patrono di Torre del Greco dalla fine del XVII secolo. L'altare del Sacro Cuore, in marmi policromi ed intarsiati databili alla metà del Seicento, fu trasferito da Napoli a principio dell'Ottocento smontato dall'allora soppressa chiesa di San Domenico Soriano a piazza Dante. Sotto l'altare di San Gennaro, reso in stucco dipinto a imitazione di quello speculare del sacro Cuore, è custodita, invece, l'urna con le reliquie di Santa Colomba Martire, proveniente dalle catacombe romane portata a Torre del Greco da Felice Romano come dono del pontefice. La navata sinistra termina con la Cappella del Santissimo Sacramento accanto alla quale si apre la piccola Cappella della Croce. Costruita all'inizio del Novecento, probabilmente su disegno di Enrico Taverna allora direttore della locale scuola di lavorazione del corallo, è in stile neobizantino caratterizzata da una profusione di decori, stucchi e intagli tipici dell'eclettismo dell'epoca. Al suo interno, in appositi spazi ricavati tra le decorazioni, sono collocati una serie di reliquiari. La cappella fu costruita per custodire il reliquiario della Croce, donato alla chiesa nel 1796, dal cardinale Giuseppe Maria Capece Zurlo dopo che quello antico andò perduto con la distruzione della chiesa del 1794.

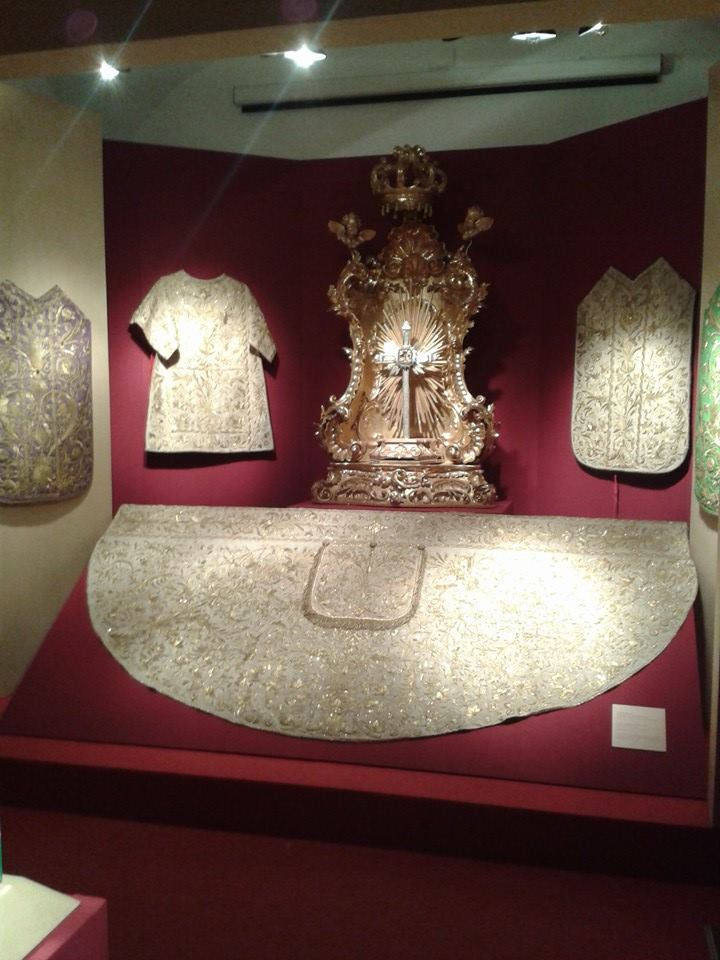
Paramenti sacri e reliquiario della croce, provenienti da Santa Croce, esposti in mostra nel 2013 a Palazzo Vallelonga a Torre del Greco.

La navata destra termina con la cappella dell'Immacolata dove è esposta ai fedeli la veneratissima immagine della Vergine rivestita di preziosi abiti, riccamente decorati, e monili in oro e corallo. Ogni anno, l'8 dicembre,l'immagine è protagonista della solenne processione, celebrata con grande sfarzo, legata all'intercessione di Maria durante l'eruzione del 1861 che minacciava distruzione per Torre del Greco.
L'interno della grande chiesa è costellato di innumerevoli altre immagini di santi, raffigurati in tele o statue posizionate in alcune nicchie poste nelle cappelle laterali, molte delle quali attribuite ai fratelli Verzella.
Diciannove sono le lapidi, situate nella basilica, che ripercorrono episodi e avvenimenti del passato.

## Opere d'arte

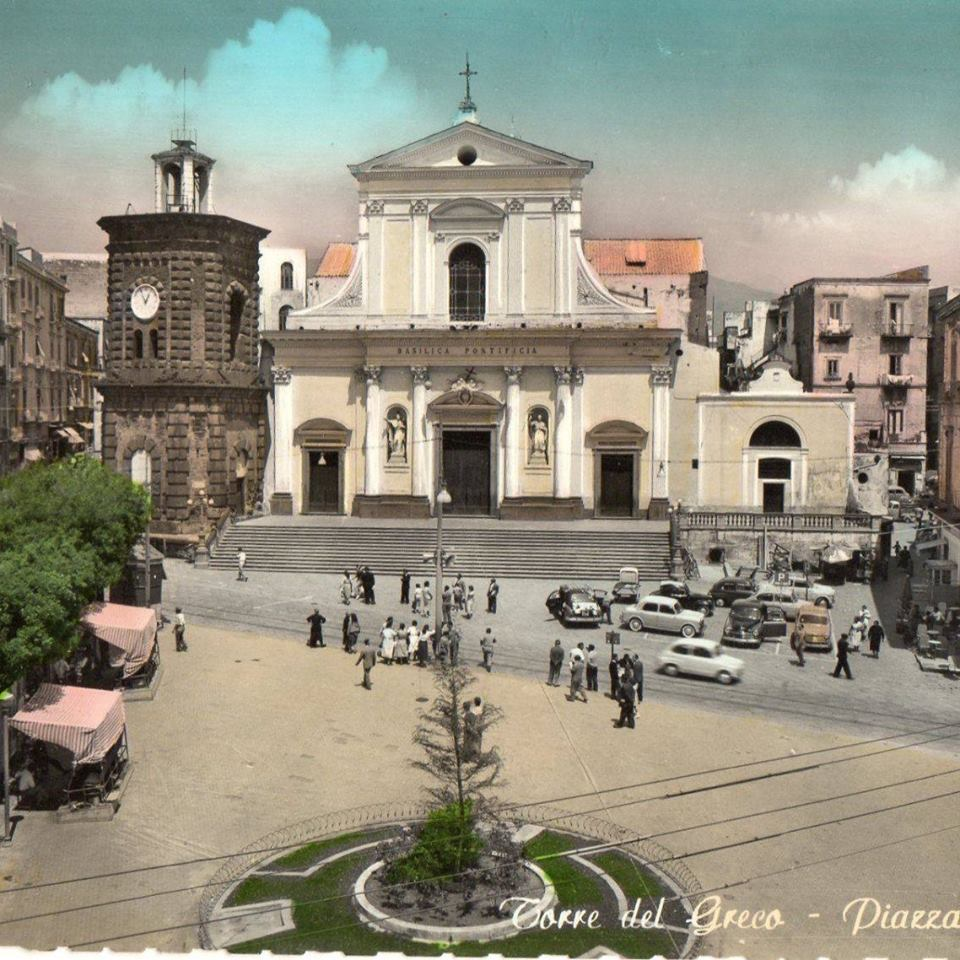
La Basilica e la Piazza Santa Croce in una cartolina d'epoca. 1940, circa.

La chiesa conserve numerose opere d'arte legate alla sua storia e ad alcune chiese del centro storico cittadino, grance della Basilica. Tra gli argenti di Santa Croce spiccano il monumentale calice, realizzato nel 1873 dall'argentiere napoletano Mattia Condursi, legato all'eruzione del 1861 ed arricchito di rubini e smeraldi e il reliquiario della Vera Croce, datato ai primi anni dell'Ottocento. Tra i numerosi paramenti sacri meritano attenzione le due pianete, in seta Viola e Verde con ricami in oro, donate alla chiesa da Pio IX durante il suo soggiorno a Portici. Bello e il baldacchino processionale, proveniente dalla vicina chiesa di Santa Maria di Costantinopoli, cappella dei marinai, realizzato nel 1795 in fagli bianca ed ermesino con ricami in oro e seta policroma legati al mondo del mare e ai patroni del Monte dei Marinai: San Timoteo, Sant'Andrea, San Pietro e la Vergine col Bambino. Dalla stessa chiesa provengono anche la porticina di ciborio dell'altare maggiore, documentata all'argentiere napoletano Aniello D'Apuzzo nel 1753, e le due statuette in argento rappresentanti i santi Pietro e Paolo, datate alla fine del Seicento, ed attribuite a Lorenzo Vaccaro. Preziosi sono alcuni oggetti liturgici realizzati dalla prestigiosa azienda torrese Giovanni Ascione e figli negli anni Cinquanta del Novecento; spiccano per eleganza gli ostensori della Basilica e della vicina chiesa del Rosario, ricchi di pietre dure, coralli, avorio e malachite, e la monumentale Corona dell'Immacolata per la statua della Vergine, venerata in Basilica, realizzata per voto dei torresi interamente in oro ed impreziosita da una profusione di coralli, cammei ed ex voto, brillanti e pietre dure. Tra i dipinti meritano particolare attenzione La Madonna della Purità, firmata da Paolo De Majo e datata 1763; una Sacra Famiglia, attribuita ad Andrea Vaccaro, e un bel San Matteo, di scuola demuriana, databile alla prima metà del Settecento.

## L'Archivio Storico
La chiesa conserva un importante archivio storico, posto sotto vincolo e dichiarato di particolare interesse storico. L'archivio si compone di sette fondi:
- Basilica di Santa Croce

Raccoglie atti e documenti relativi alla storia della chiesa e alla Collegiata di Santa Croce, a partire dalla sua ricostruzione fino ai giorni nostri.
- Anagrafica

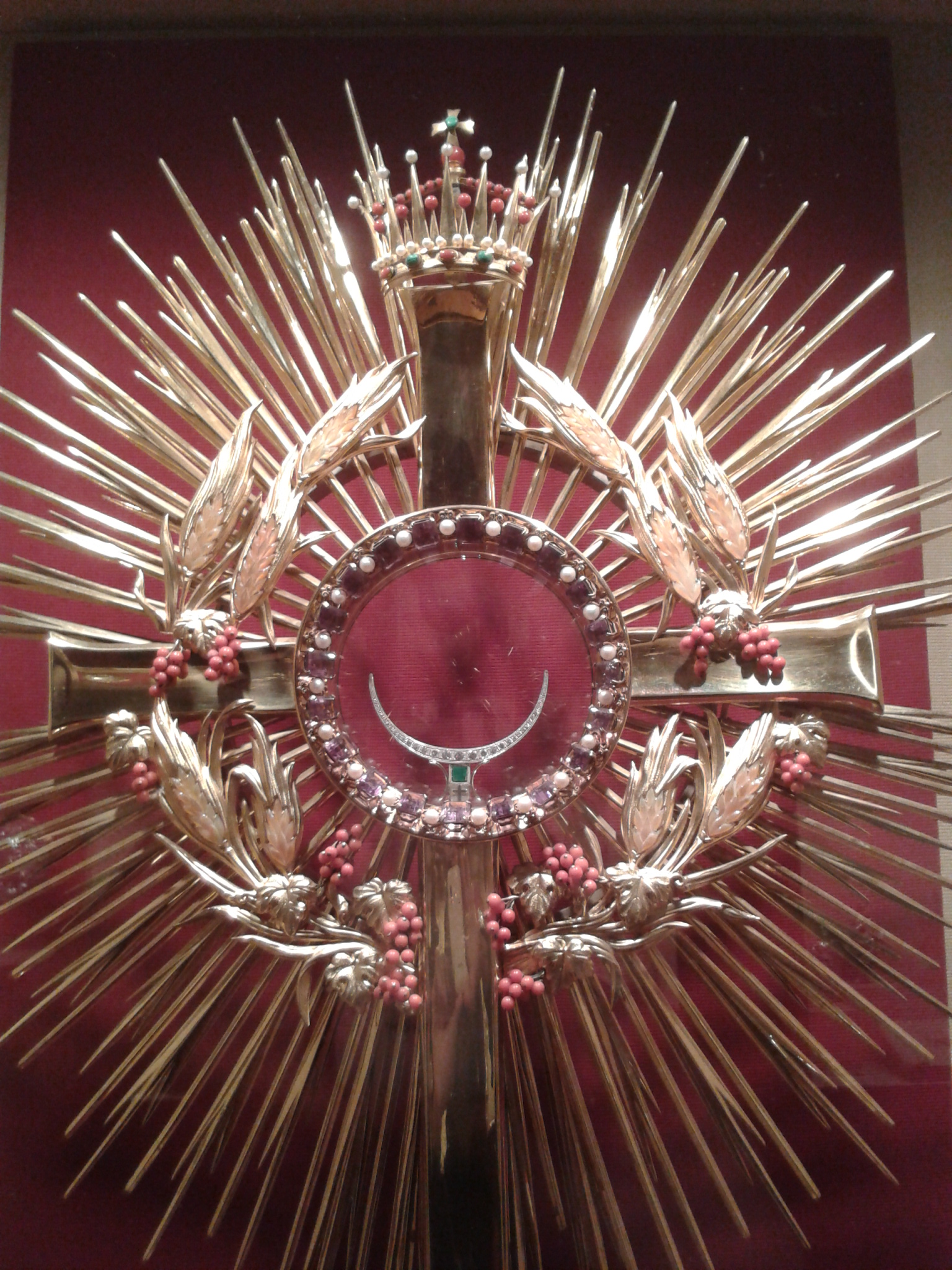
Particolare dell'ostensorio di Santa Croce

Raccoglie i registri parrocchiali di Battesimo, Morte e Matrimonio a partire dal 1795.
- Vincenzo Romano

Raccoglie le carte appartenute a Vincenzo Romano: corrispondenza, appunti personali, scritti e prediche. Contiene, inoltre, gli atti relativi alla causa di Beatificazione.
Gli altri quattro fondi raccolgono la documentazione relativa ad alcune confraternite laiche cittadine;
- Pio Monte dei Marina
- Oratorio dell'Assunta
- San Filippo Neri
- Congrega dei Bianchi

## Organo a canne
Sulla cantoria lignea, posta sotto l'intercolumnio fra l'ultima campata della navata centrale e della navata laterale destra, si trova l'organo a canne, costruito dalla ditta organaria Fratelli Ruffatti nel 1976.
Lo strumento, a trasmissione elettrica, ha tre tastiere di 61 note ciascuna e una pedaliera concava di 32. Esso possiede 2365 canne per un totale di 33 registri.